# Кузнецов, Иван Васильевич (Герой Социалистического Труда)
Иван Васильевич Кузнецов (14 октября 1924 — ?) — участник Великой Отечественной войн, крановщик Ленинградского морского торгового порта Министерства морского флота СССР, город Ленинград. Герой Социалистического Труда (03.08.1960).

## Биография
Родился 14 октября 1924 года в деревне Крутец Солецкого района ныне Новгородской области в семье крестьянина.
В 1939 году окончил среднюю школу, а в 1940 году школу фабрично-заводского ученичества (ФЗУ) при Ленинградской фабрике «Пролетарская победа». Работал сапожником в ателье бытового обслуживания в городе Териоки (ныне — город Зеленогорск в составе Курортного района города Санкт-Петербург).
Участник Великой Отечественной войны. Участвовал в сооружении оборонительных объектов на Ленинградском фронте. С 22 августа 1942 года — в Красной Армии, призван Дзержинским РВК, Ленинградской области, г. Ленинград, Дзержинский район. Служил номером 76-миллиметрового орудия 131-го отдельного пулемётно-артиллерийского батальона 9-го укрепленного района 8-й армии Ленинградского фронта. В 1944 году вступил в ВКП(б)/КПСС.
Демобилизовавшись из Красной Армии, с 1947 года работал в Ленинградском морском торговом порту (МТП) в городе Ленинград (с 1991 года — Санкт-Петербург). Трудился портовым рабочим, а затем крановщиком 1-го грузового района.
Первым в Ленинградском МТП присоединился к движению за повышение производительности труда. Освоил портальные краны всех систем, изучил перегрузочную технику, все этапы производственного и технологического процесса. Был удостоен звания «Лучший механизатор порта». Вносил предложения, направленные на совершенствование всего комплекса погрузочно-разгрузочных работ. Годовой план переработки грузов 1956 года выполнил на 218 процентов, подняв производительность труда на 22 процента. Предложил ряд технических усовершенствований крана, позволяющих увеличить скорость подъёма грузов с 46 до 60 метров в минуту. Вдвое возрос и межремонтный период эксплуатации крана. Внес свыше 10 рационализаторских предложений по улучшению технологии переработки грузов. План 1957 года выполнил на 167 процентов, при этом прирост производительности труда составил 53 процента. Пятилетний план завершил за 2,5 года, к 26 июня 1958 года, перегрузив за это время 63 тысячи тонн генеральных грузов.
Указом Президиума Верховного Совета СССР от 3 августа 1960 года за выдающиеся успехи, достигнутые в деле развития морского транспорта, Кузнецову Ивану Васильевичу присвоено звание Героя Социалистического Труда с вручением ордена Ленина и золотой медали «Серп и Молот».
В дальнейшем, работая бригадиром комплексной бригады портовых рабочих, выступил инициатором соревнования за досрочное выполнение плана. За счет внедрения новых рационализаторских предложений увеличил нормы выработки ещё на 25 процентов, доведя выполнение сменных заданий до 150—200 процентов. Возглавляя общественный совет бригадиров порта и совет новаторов, внес большой вклад в достижение высоких результатов работы коллектива Ленинградского МТП. В последние годы работал слесарем по ремонту и техническому обслуживанию перегрузочных машин.
Делегат XXII съезда КПСС (1961). Избирался членом Ленинградского обкома и Кировского райкома КПСС, депутатом Ленинградского городского Совета.
С сентября 1989 года — на пенсии.
Жил в Санкт-Петербурге.

## Награды
- Золотая медаль «Серп и Молот» (03.08.1960)
- Орден Ленина (03.08.1960)
- Орден Отечественной войны II степени (11.03.1985)[2]
- Медаль «За оборону Ленинграда»(22.12.1942)[3]
- Медаль «За отвагу» (СССР) (05.07.1944)[4]
- Медаль «В ознаменование 100-летия со дня рождения Владимира Ильича Ленина» (6 апреля 1970)
- Медаль «За трудовое отличие»(21.06.1957)
- Медаль «За победу над Германией в Великой Отечественной войне 1941—1945 гг.» (9 мая 1945[5])[6]
- Юбилейная медаль «Двадцать лет Победы в Великой Отечественной войне 1941—1945 гг.» (7 мая 1965[7])
- Юбилейная медаль «Тридцать лет Победы в Великой Отечественной войне 1941—1945 гг.»[8]
- Медаль «Сорок лет Победы в Великой Отечественной войне 1941-1945 гг.»[9]
- Медаль «Ветеран труда»
- Медаль «30 лет Советской Армии и Флота»[10]
- Юбилейная медаль «40 лет Вооружённых Сил СССР»[11]
- Юбилейная медаль «50 лет Вооружённых Сил СССР» (26 декабря 1967[12])
- Юбилейная медаль «60 лет Вооружённых Сил СССР» (28 января 1978[13])
- Знак «Гвардия»
- Знак МО СССР «25 лет Победы в Великой Отечественной войне» (24 апреля 1970)

## Память
- На могиле установлен надгробный памятник.
- Его имя увековечено в Главном Храме Вооружённых сил России, и навсегда запечатлено на мемориале «Дорога памяти»